# Schneckenstein
Le Schneckenstein (la « Pierre à escargots ») est un rocher situé près de Tannenbergsthal, en Saxe (Allemagne). C'est le seul rocher de Saxe contenant de la topaze. Il est protégé comme géotope.

## Géographie
Le Schneckenstein émerge d'une forêt comprise entre Klingenthal, Muldenberg (de) et Tannenbergsthal. La hauteur actuelle du rocher est de 23 m. On en parle comme d'une montagne mais ce n'est qu'une butte sur le flanc nord du Kiel (de) (942 m).

## Géologie

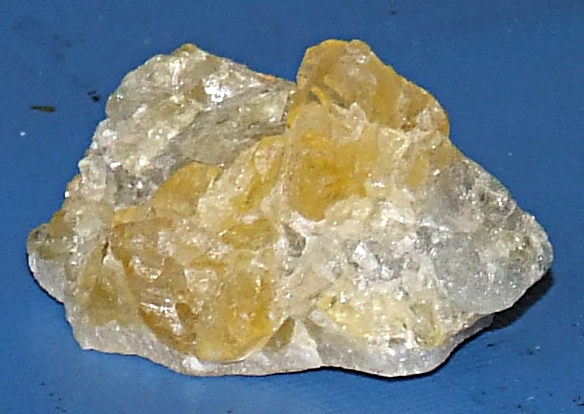
Topaze du Schneckenstein.

Le rocher se compose d'une brèche de quartz et de topaze, il se trouve dans une zone de contact entre des ardoises cambriennes et le granite d'Eibenstock. L'intrusion du granite a surimprimé l'ardoise de façon métamorphique et l'a transformée en ardoise à quartz-tourmaline. Une éruption volcanique à proximité a transformé la roche en brèche. La formation des Greisen a cimenté la roche bréchique avec du quartz et de la topaze

## Histoire
La topaze du Schneckenstein a été découverte en 1727. Elle a été exploitée de 1734 à 1800. Au cours cette exploitation, environ deux tiers de la roche ont été enlevés. En 1800 le rocher devient un objet de recherche de l’École des mines de Freiberg, et depuis 1938 il est protégé comme monument naturel. Dans les années 1960, la brèche sous le Schneckenstein est examinée lors de l'exploration du minerai d'étain. De 1973 au début des années 1990, l'accès au rocher a été fermé pour éviter les pillages. Aujourd'hui, il est gardé.
La colonie des mineurs Schneckenstein qui se trouve environ 500 m à l'ouest dérive son nom du rocher. Elle a été construite de 1948 à 1953 par l’entreprise Wismut. 

## Littérature
- (de) Johann Gottlieb Kern, Vom Schneckensteine oder dem sächsischen Topasfelsen, Dresde, 1792 (lire en ligne)
- (de) Bernd Lahl, Königliche Topase vom Schneckenstein : Edelsteine aus dem Vogtland, TU Bergakademie Freiberg, 2012, 142 p. (ISBN 978-3-937025-85-8)